# Liste des conseillers régionaux de la Guyane
Les conseillers régionaux de la Guyane sont des conseillers qui sont élus dans le cadre des élections régionales pour siéger au Conseil régional de la Guyane. Leur nombre et le mode scrutin est fixé par le code électoral, la Guyane compte 31 conseillers régionaux.

## Mandature 2010-2015
La Guyane compte 31 conseillers régionaux qui composent l'assemblée du Conseil régional de la Guyane, issue des élections des 14 et 21 mars 2010.

### Liste des conseillers régionaux
| Identité | Identité                     | Parti | Groupe | Notes |
| -------- | ---------------------------- | ----- | ------ | --- |
|          | Rodolphe Alexandre           | G73   |        | |
|          | Fabienne Mathurin-Brouard    | DVD   |        | Maire de Saint-Georges |
|          | Boris Chong-Sit              | UMP   |        | Conseiller municipal de Cayenne |
|          | Hélène Sirder                | UMP   |        | Adjointe à la maire de Cayenne |
|          | Michel Monlouis-Deva         | USD   |        | Adjoint au maire de Matoury |
|          | Sylvie Désert                | G73   |        | |
|          | Roger-Michel Loupec          | DVG   |        | |
|          | Ivenare Rameau               | G73   |        | |
|          | Rémy-Louis Budoc             | UMP   |        | Conseiller municipal de Remire-Montjoly |
|          | Carol Ostorero               | G73   |        | |
|          | Jocelyn Ho-Tin-Noé           | G73   |        | Président du groupe Guyane 73 de 2010 à 2015. |
|          | Évelyne Ho-Coui-Youn-Patient | DVG   |        | |
|          | Denis Burlot                 | UMP   |        | |
|          | Isabelle Patient             | G73   |        | |
|          | Mécène Fortuné               | G73   |        | |
|          | Diane Joje                   | G73   |        | Conseillère municipale de Saint-Laurent-du-Maroni |
|          | Joby Lienafa                 | DVG   |        | Adjoint au maire de Remire-Montjoly |
|          | Sau Wah-Ling                 | DVG   |        | Conseillère municipale de Cayenne |
|          | Touine Kouata                | G73   |        | |
|          | Christiane Ichoung-Thoe      | UMP   |        | |
|          | Jean-Claude Labrador         | DVD   |        | |
|          | Christiane Taubira           | Wal.  |        | Députée de la Guyane. Présidente du groupe Démocratie et probité de 2010 à sa démission. Démissionne le 31 août 2012 à la suite de sa nomination dans le gouvernement Ayrault. |
|          | Fabien Canavy                | MDES  |        | Conseiller général de Cayenne-Sud |
|          | Audrey Marie                 | DVG   |        | |
|          | Gabriel Serville             | PSG   |        | Conseiller municipal de Matoury. Démissionne le 19 juillet 2012 à la suite de sa victoire aux élections législatives de 2012 en Guyane.                                        |
|          | Line Létard                  | Wal.  |        | Présidente du groupe Démocratie et probité à partir de février 2015. |
|          | José Gaillou                 | EÉLV  |        | |
|          | Claudia Charley              | APC   |        | Conseillère municipale de Saint-Laurent-du-Maroni. Décède le 14 octobre 2010.                                                                                                  |
|          | Dominique Louvel             | Wal.  |        | Président du groupe Démocratie et probité d'août 2012 à février 2015. |
|          | Odile Tony-Prince            | AGEG  |        | Conseillère municipale de Macouria |
|          | Marc Monthieux               | MDES  |        | Président du groupe MDES à partir de décembre 2012. |
|          | Joëlle Suzanon               | Wal.  |        | Siège à partir du 15 octobre 2012 en remplacement de Claudia Charley. |
|          | Georgina Judick-Pied         | Wal.  |        | Siège à partir du 20 juillet 2012 en remplacement de Gabriel Serville. |
|          | Eddy Pollux                  | MDES  |        | Siège à partir du 1er septembre 2012 en remplacement de Christiane Taubira. |